# Karlstad GP 2021
Der Karlstad GP 2021 war eine Leichtathletik-Veranstaltung, die am 22. Juni im Tingvalla IP im schwedischen Karlstadt stattfand. Die Veranstaltung war Teil der World Athletics Continental Tour und zählte zu den Bronze-Meetings, der dritthöchsten Kategorie dieser Leichtathletik-Serie.

## Resultate

### Männer

#### 100 m
| Platz | Athlet         | Land | Zeit (s) |
| ----- | -------------- | ---- | -------- |
| 1     | Kojo Musah     | DEN  | 10,25    |
| 2     | Henrik Larsson | SWE  | 10,29 SB |
| 3     | Serhij Smelyk  | UKR  | 10,45    |
| 4     | Viktor Thor    | SWE  | 10,66 SB |
| 5     | William Thor   | SWE  | 11,76 SB |
| 6     | Alexander Hult | SWE  | 10,96    |

Wind: +1,3 m/s

#### 800 m
| Platz | Athlet                      | Land | Zeit (min) |
| ----- | --------------------------- | ---- | ---------- |
| 1     | Mark English                | IRL  | 1:46,50    |
| 2     | Andreas Kramer              | SWE  | 1:47,03    |
| 3     | Mohamed Belbachir           | ALG  | 1:47,55    |
| 4     | Takieddine Hedeilli         | ALG  | 1:47,64    |
| 6     | Johan Rogestedt             | SWE  | 1:47,81    |
| 7     | Joakim Andersson            | SWE  | 1:48,10    |
| 8     | Andreas Bube                | DEN  | 1:48,61    |
|       | Khalid Benmahdi (Pacemaker) | ALG  | DNF        |

#### 110 m Hürden
| Platz | Athlet           | Land | Zeit (s) |
| ----- | ---------------- | ---- | -------- |
| 1     | Max Hrelja       | SWE  | 14,03    |
| 2     | Elias Martinsson | SWE  | 14,77    |
| 3     | Linus Otto Boyer | SWE  | 15,02    |
| 4     | Sidrak Afework   | SWE  | 15,09    |

Wind: −0,9 m/s

#### 3000 m Hindernis
| Platz | Athlet                  | Land | Zeit (min) |
| ----- | ----------------------- | ---- | ---------- |
| 1     | Vidar Johansson         | SWE  | 8:30,89    |
| 2     | Jamaine Coleman         | GBR  | 3:33,87    |
| 3     | Jakob Dybdal Abrahamsen | DEN  | 8:33,88    |
| 4     | Jacob Boutera           | NOR  | 8:39,49    |
| 5     | James Nipperess         | AUS  | 8:49,93    |
| 6     | Omar Nuur               | SWE  | 8:54,25    |
|       | Fredrik Sandvik         | NOR  | DNF        |

#### Stabhochsprung
| Platz | Athletin              | Land | Höhe (m) |
| ----- | --------------------- | ---- | -------- |
| 1     | Armand Duplantis      | SWE  | 6,00 MR  |
| 2     | Piotr Lisek           | POL  | 5,50     |
| 3     | Simen Guttormsen      | NOR  | 5,30     |
| 4     | Pål Haugen Lillefosse | NOR  | 5,30     |
|       | Ben Broeders          | BEL  | NM       |

#### Kugelstoßen
| Platz | Athlet                | Land | Weite (m) |
| ----- | --------------------- | ---- | --------- |
| 1     | Wictor Petersson      | SWE  | 20,63     |
| 2     | Marcus Thomsen        | NOR  | 20,15     |
| 3     | Anastasios Latifllari | GRC  | 19,14     |

#### Diskuswurf
| Platz | Athlet                | Land | Weite (m) |
| ----- | --------------------- | ---- | --------- |
| 1     | Daniel Ståhl          | SWE  | 67,64     |
| 2     | Simon Petersson       | SWE  | 63,61     |
| 3     | Sven Martin Skagestad | NOR  | 60,17     |
| 4     | Mauricio Ortega       | COL  | 59,94     |
| 5     | Henning Prüfer        | GER  | 59,10     |
| 6     | Guðni Valur Guðnason  | ISL  | 57,69     |

#### Hammerwurf
| Platz | Athlet          | Land | Weite (m) |
| ----- | --------------- | ---- | --------- |
| 1     | Diego del Real  | MEX  | 73,06     |
| 2     | Chris Bennett   | GBR  | 72,19     |
| 3     | Ragnar Carlsson | SWE  | 71,97     |
| 4     | Oscar Vestlund  | SWE  | 67,36     |
| 5     | Ivar Moisander  | SWE  | 58,56     |

#### Speerwurf
| Platz | Athlet                   | Land | Weite (m) |
| ----- | ------------------------ | ---- | --------- |
| 1     | Neeraj Chopra            | IND  | 80,96     |
| 2     | Sindri Hrafn Guðmundsson | ISL  | 76,39     |
| 3     | Dagbjartur Daði Jónsson  | ISL  | 76,32     |
| 4     | Sebastian Thörngren      | SWE  | 68,09     |
| 5     | Jakob Eriksson           | SWE  | 67,14     |
| 6     | Theodor Ahlström         | SWE  | 64,55     |

### Frauen

#### 100 m
| Platz | Athlet            | Land | Zeit (s) |
| ----- | ----------------- | ---- | -------- |
| 1     | Irene Ekelund     | SWE  | 11,62    |
| 2     | Claudia Payton    | SWE  | 11,71    |
| 3     | Mathilde Kramer   | DEN  | 11,78    |
| 4     | Daniella Busk     | SWE  | 11,80    |
| 5     | Louise Østergaard | DEN  | 11,98    |
| 6     | Emelie Rantzow    | SWE  | 11,98    |

Wind: −0,1 m/s

#### 200 m
| Platz | Athlet                     | Land | Zeit (s) |
| ----- | -------------------------- | ---- | -------- |
| 1     | Moa Hjelmer                | SWE  | 23,50    |
| 2     | Elvira Tanderud            | SWE  | 23,87 SB |
| 3     | Guðbjörg Jóna Bjarnadóttir | ISL  | 24,21    |
| 4     | Emelie Rantzow             | SWE  | 24,54 SB |

Wind: −0,8 m/s

#### 800 m
| Platz | Athlet                     | Land | Zeit (min) |
| ----- | -------------------------- | ---- | ---------- |
| 1     | Bregje Sloot               | NED  | 2:03,01    |
| 2     | Cynthia Anaïs              | FRA  | 2:03,02    |
| 3     | Yolanda Ngarambe           | SWE  | 2:04,51 SB |
| 4     | Tanja Spill                | GER  | 2:04,83    |
| 5     | Gaël De Coninck            | BEL  | 2:04,94 PB |
| 6     | Madeleine Björlin-Delmar   | SWE  | 2:07,52 SB |
| 7     | Lovisa Bivstedt            | SWE  | 2:08,29    |
|       | Lovisa Linde (Pacemakerin) | SWE  | DNF        |

#### 1500 m
| Platz                         | Athlet              | Land | Zeit (min) |
| ----------------------------- | ------------------- | ---- | ---------- |
| 1                             | Meraf Bahta         | SWE  | 4:11,86    |
| 2                             | Mahlet Mulugeta     | ETH  | 4:13,03    |
| 3                             | Linn Söderholm      | SWE  | 4:13,42    |
| 4                             | Federica Del Buono  | ITA  | 4:14,27    |
| 5                             | María Pía Fernández | URU  | 4:14,24    |
| 6                             | Caroline Högardh    | SWE  | 4:15,56 SB |
| 7                             | Sara Christiansson  | SWE  | 4:17,05    |
| 8                             | Elin Brink          | SWE  | 4:21,23 PB |
| 9                             | Olivia Weslien      | SWE  | 4:25,57 SB |
| 10                            | Anna Silvander      | SWE  | 4:26,22    |
|                               | Linn Nilsson        | SWE  | DNF        |
| Hanna Hermansson              | SWE                 | DNF  |            |
| Rebecca Högberg (Pacemakerin) | SWE                 | DNF  |            |

#### 400 m Hürden
| Platz | Athlet           | Land | Zeit (s)  |
| ----- | ---------------- | ---- | --------- |
| 1     | Martha Rasmussen | DEN  | 58,67     |
| 2     | Minna Svärd      | SWE  | 58,71     |
| 3     | Hanna Karlsson   | SWE  | 59,27 PB  |
| 4     | Djamila Böhm     | GER  | 59,74     |
| 5     | Ebba Svantesson  | SWE  | 60,37 =SB |
| 6     | Amanda Holmberg  | SWE  | 60,65     |

#### Hochsprung
| Platz | Athletin           | Land | Höhe (m) |
| ----- | ------------------ | ---- | -------- |
| 1     | Tatiana Gousin     | SWE  | 1,81     |
| 2     | Sofie Skoog        | SWE  | 1,78     |
| 3     | Evelina Erlandsson | SWE  | 1,75     |
| 4     | Ingrid Ronge       | SWE  | 1,75     |
| 5     | Kajsa Engblom      | SWE  | 1,62     |

#### Weitsprung
| Platz | Athletin          | Land | Weite (m) |
| ----- | ----------------- | ---- | --------- |
| 1     | Maja Åskag        | SWE  | 6,37      |
| 2     | Tilde Johansson   | SWE  | 6,35      |
| 3     | Yuliana Angulo    | ECU  | 6,23      |
| 4     | Karolina Svensson | SWE  | 6,07      |
| 5     | Emilia Kjellberg  | SWE  | 6,05      |

#### Kugelstoßen
| Platz | Athletin                 | Land | Weite (m) |
| ----- | ------------------------ | ---- | --------- |
| 1     | Fanny Roos               | SWE  | 18,75     |
| 2     | Amelia Strickler         | GBR  | 17,14     |
| 3     | Sara Lennman             | SWE  | 16,74     |
| 4     | Axelina Johansson        | SWE  | 16,61     |
| 5     | Erna Sóley Gunnarsdóttir | ISL  | 16,03     |
| 6     | Frida Åkerström          | SWE  | 15,69     |
| 7     | Emilia Malmehed          | SWE  | 13,25     |

#### Hammerwurf
| Platz | Athletin                | Land | Weite (m) |
| ----- | ----------------------- | ---- | --------- |
| 1     | Grete Ahlberg           | SWE  | 67,32     |
| 2     | Tracey Andersson        | SWE  | 63,89     |
| 3     | Sara Forssell           | SWE  | 60,40     |
| 4     | Beatrice Nedberge Llano | NOR  | 60,37     |
| 5     | Eleni Larsson           | SWE  | 59,69     |